# Władysławów (Gmina Iłów)
Pour les articles homonymes, voir Władysławów.
Władysławów  [vwadɨˈswavuf] est un village polonais de la gmina d'Iłów dans le powiat de Sochaczew et dans le voïvodie de Mazovie.